# Svilaja
Svilaja – góra w Chorwacji, w środkowej części Dalmacji.
Jej wysokość wynosi 1508 m n.p.m. Wznosi się pomiędzy rzekami Cetina i Čikola. Jest zbudowana z wapienia i dolomitu.